# Gran Premio de Austria de Motociclismo de 1990
El Gran Premio de Austria de Motociclismo de 1990 fue la sexta prueba de la temporada 1990 del Campeonato Mundial de Motociclismo. El Gran Premio se disputó el 10 de junio de 1990 en el circuito de Salzburgring.

## Resultados 500cc
Prueba aburrida de 500 c.c.. Al principio, Wayne Rainey, Kevin Schwantz y Michael Doohan parecieron que iban a protagonizar un duelo a tres, pero pronto el australiano quedó distanciado y más adelante Schwantz pasó a Rainey y no le dio ya -más opción, aunque Wayne siempre se mostró peligroso y en los últimos instantes quiso intentar lo imposible.
| Pos.     | Piloto               | Equipo                | Moto   | Tiempo     | Pts. |
| -------- | -------------------- | --------------------- | ------ | ---------- | ---- |
| 1        | Kevin Schwantz       | Lucky Strike Suzuki   | Suzuki | 38:21.304  | 20   |
| 2        | Wayne Rainey         | Marlboro Team Roberts | Yamaha | +0.561     | 17   |
| 3        | Mick Doohan          | Rothmans Honda Team   | Honda  | +25.304    | 15   |
| 4        | Pierfrancesco Chili  | Team ROC Elf La Cinq  | Honda  | +37.304    | 13   |
| 5        | Niall Mackenzie      | Lucky Strike Suzuki   | Suzuki | +46.434    | 11   |
| 6        | Sito Pons            | Campsa Banesto        | Honda  | +46.871    | 10   |
| 7        | Christian Sarron     | Sonauto Gauloises     | Yamaha | +1:06.073  | 9    |
| 8        | Jean-Philippe Ruggia | Sonauto Gauloises     | Yamaha | +1:19.575  | 8    |
| 9        | Juan Garriga         | Ducados Yamaha        | Yamaha | +1 Vuelta  | 7    |
| 10       | Randy Mamola         | Cagiva Corse          | Cagiva | +1 Vuelta  | 6    |
| 11       | Alex Barros          | Cagiva Corse          | Cagiva | +1 Vuelta  | 5    |
| 12       | Ron Haslam           | Cagiva Corse          | Cagiva | +1 Vuelta  | 4    |
| 13       | Marco Papa           | Team ROC Elf La Cinq  | Honda  | +2 Vueltas | 3    |
| 14       | Cees Doorakkers      | HRK Motors            | Honda  | +2 Vueltas | 2    |
| 15       | Karl Truchsess       |                       | Honda  | +2 Vueltas | 1    |
| DNQ      | Hansjoerg Butz       |                       | Honda  | DNQ        |      |
| DNQ      | Alois Meyer          | Rallye Sport          | Honda  | DNQ        |      |
| Sources: |                      |                       |        |            |      |

## Resultados 250cc
La carrera de 250 c.c. fue, sin duda, la más emocionante. Un pelotón de nueve pilótos estuvo luchando por la victoria y al menos seis (Cadalora, Kocinski, Cardús, Zeelemberg, Roth y Wimmer) llegaron a ocupar la primera posición. Al final, sería el italiano Cadalora el que se llevaría el gato al agua.
| Pos. | Piloto               | Moto     | Tiempo    | Pts. |
| ---- | -------------------- | -------- | --------- | ---- |
| 1    | Luca Cadalora        | Yamaha   | 34.06.908 | 20   |
| 2    | Martin Wimmer        | Aprilia  | 34.07.397 | 17   |
| 3    | John Kocinski        | Yamaha   | 34.07.607 | 15   |
| 4    | Wilco Zeelenberg     | Honda    | 34.07.676 | 13   |
| 5    | Reinhold Roth        | Honda    | 34.07.889 | 11   |
| 6    | Helmut Bradl         | Honda    | 34.08.256 | 10   |
| 7    | Jacques Cornu        | Honda    | 34.08.867 | 9    |
| 8    | Dominique Sarron     | Honda    | 34.14.588 | 8    |
| 9    | Didier de Radiguès   | Aprilia  | 34.30.676 | 7    |
| 10   | Loris Reggiani       | Aprilia  | 34.30.879 | 6    |
| 11   | Marcellino Lucchi    | Aprilia  | 34.41.412 | 5    |
| 12   | Jochen Schmid        | Honda    | 34.49.211 | 4    |
| 13   | Paolo Casoli         | Yamaha   | 34.49.849 | 3    |
| 14   | Jorge Martínez Aspar | JJ Cobas | 34.49.883 | 2    |
| 15   | Alberto Rota         | Aprilia  | 34.50.040 | 1    |
| 16   | Andrea Borgonovo     | Aprilia  | 34.50.357 |      |
| 17   | Andreas Preining     | Aprilia  | 34.50.632 |      |
| 18   | Harald Eckl          | Aprilia  | 35.05.400 |      |
| 19   | Bernard Haenggeli    | Aprilia  | 35.05.537 |      |
| 20   | Urs Jücker           | Yamaha   | 35.21.790 |      |
| 21   | Bernd Kassner        | Yamaha   | 35.21.849 |      |
| 22   | Kevin Mitchell       | Yamaha   | 35.21.982 |      |
| 23   | Hans Becker          | Yamaha   | 35.22.508 |      |
| 24   | Rachel Nicotte       | Yamaha   | 35.38.444 |      |
| 25   | José Barresi         | Yamaha   | 1 Vuelta  |      |
| 26   | Renzo Colleoni       | Aprilia  | 1 Vuelta  |      |
| 27   | Jean Foray           | Yamaha   | 1 Vuelta  |      |
| Ret  | Àlex Crivillé        | Yamaha   | Ret       |      |
| Ret  | Adrien Morillas      | Aprilia  | Ret       |      |
| Ret  | Masahiro Shimizu     | Honda    | Ret       |      |
| Ret  | Erich Neumair        | Yamaha   | Ret       |      |
| Ret  | Carlos Lavado        | Aprilia  | Ret       |      |
| Ret  | Carlos Cardús        | Honda    | Ret       |      |
| Ret  | Fausto Ricci         | Aprilia  | Ret       |      |
| Ret  | Alberto Puig         | Yamaha   | Ret       |      |
| DNS  | Corrado Catalano     | Aprilia  | DNS       |      |
| DNQ  | Darren Milner        | Aprilia  | DNQ       |      |
| DNQ  | Alain Bronec         | Aprilia  | DNQ       |      |

## Resultados 125cc
Jorge Martínez Aspar consigue la tercera victoria de la temporada, que acabará siendo la última ya que las caídas jugarían un papel fundamental el resto del año. El italiano Loris Capirossi y el alemán Stefan Prein acaban segundo y tercero respectivamente. Capirossi sigue encabezando la clasificación general con 66 puntos, seis más que Aspar y Prein.
| Pos. | Piloto               | Moto      | Tiempo    | Pts. |
| ---- | -------------------- | --------- | --------- | ---- |
| 1    | Jorge Martínez Aspar | JJ Cobas  | 36.05.777 | 20   |
| 2    | Loris Capirossi      | Honda     | 36.06.024 | 17   |
| 3    | Stefan Prein         | Honda     | 36.11.110 | 15   |
| 4    | Bruno Casanova       | Aprilia   | 36.11.228 | 13   |
| 5    | Manuel Hernández     | Honda     | 36.12.802 | 11   |
| 6    | Doriano Romboni      | Honda     | 36.13.658 | 10   |
| 7    | Adi Stadler          | JJ Cobas  | 36.13.668 | 9    |
| 8    | Alessandro Gramigni  | Aprilia   | 36.13.916 | 8    |
| 9    | Gabriele Debbia      | Aprilia   | 36.15.297 | 7    |
| 10   | Julián Miralles      | JJ Cobas  | 36.26.994 | 6    |
| 11   | Herri Torrontegui    | Honda     | 36.27.151 | 5    |
| 12   | Hans Spaan           | Honda     | 36.34.537 | 4    |
| 13   | Thierry Feuz         | Honda     | 36.34.677 | 3    |
| 14   | Alfred Waibel        | Honda     | 36.36.384 | 2    |
| 15   | Allan Scott          | Honda     | 36.36.404 | 1    |
| 16   | Ralf Waldmann        | Rotax     | 36.37.289 |      |
| 17   | Robin Milton         | Honda     | 36.39.568 |      |
| 18   | Hisashi Unemoto      | Honda     | 36.54.239 |      |
| 19   | Antonio Sánchez      | JJ Cobas  | 36.54.521 |      |
| 20   | Heinz Lüthi          | Honda     | 37.07.266 |      |
| 21   | Flemming Kistrup     | Honda     | 37.16.643 |      |
| 22   | Robin Appleyard      | Honda     | 37.28.384 |      |
| 23   | Bady Hassaine        | Honda     | 37.30.469 |      |
| 24   | Mike Leitner         | Honda     | 37.38.355 |      |
| 25   | Hubert Abold         | Rotax     | 37.38.935 |      |
| 26   | Emilio Cuppini       | Honda     | 37.39.850 |      |
| 27   | Stefan Dörflinger    | Aprilia   | 1 Vuelta  |      |
| 28   | Maurizio Vitali      | Gazzaniga | 1 Vuelta  |      |
| 29   | Hans Koopman         | Honda     | 1 Vuelta  |      |
| Ret  | Johnny Wickström     | JJ Cobas  | Ret       |      |
| Ret  | Dirk Raudies         | Honda     | Ret       |      |
| Ret  | Manuel Herreros      | JJ Cobas  | Ret       |      |
| Ret  | Fausto Gresini       | Honda     | Ret       |      |
| Ret  | Janez Pintar         | Honda     | Ret       |      |
| Ret  | Peter Öttl           | Rotax     | Ret       |      |
| Ret  | Stefan Kurfiss       | Honda     | Ret       |      |
| DNQ  | Stuart Edwards       | Honda     | DNQ       |      |
| DNQ  | Hervé Duffard        | Honda     | DNQ       |      |
| DNQ  | Taru Rinne           | Honda     | DNQ       |      |
| DNQ  | José Saez            | Honda     | DNQ       |      |
| DNQ  | Jos van Dongen       | Honda     | DNQ       |      |
| DNQ  | Jaime Mariano        | Casal     | DNQ       |      |
| DNQ  | Peter Galvin         | Honda     | DNQ       |      |
| DNQ  | Gabriele Gnani       | Gnani     | DNQ       |      |
| DNQ  | Mike Stief           | Rotax     | DNQ       |      |
| DNQ  | Stefan Brägger       | Aprilia   | DNQ       |      |